# Austrolimnophila (Austrolimnophila) fuscohalterata
Austrolimnophila (Austrolimnophila) fuscohalterata is een tweevleugelige uit de familie steltmuggen (Limoniidae). De soort komt voor in het Neotropisch gebied.